# Mike Patto
Mike Patto (* Michael Thomas McCarthy, 22. září 1942, Cirencester, Gloucestershire, Anglie - 4. březen 1979) byl anglický hudebník, nejvíce známý jako člen skupin Spooky Tooth a Boxer.